# Сидоренко, Иван Петрович

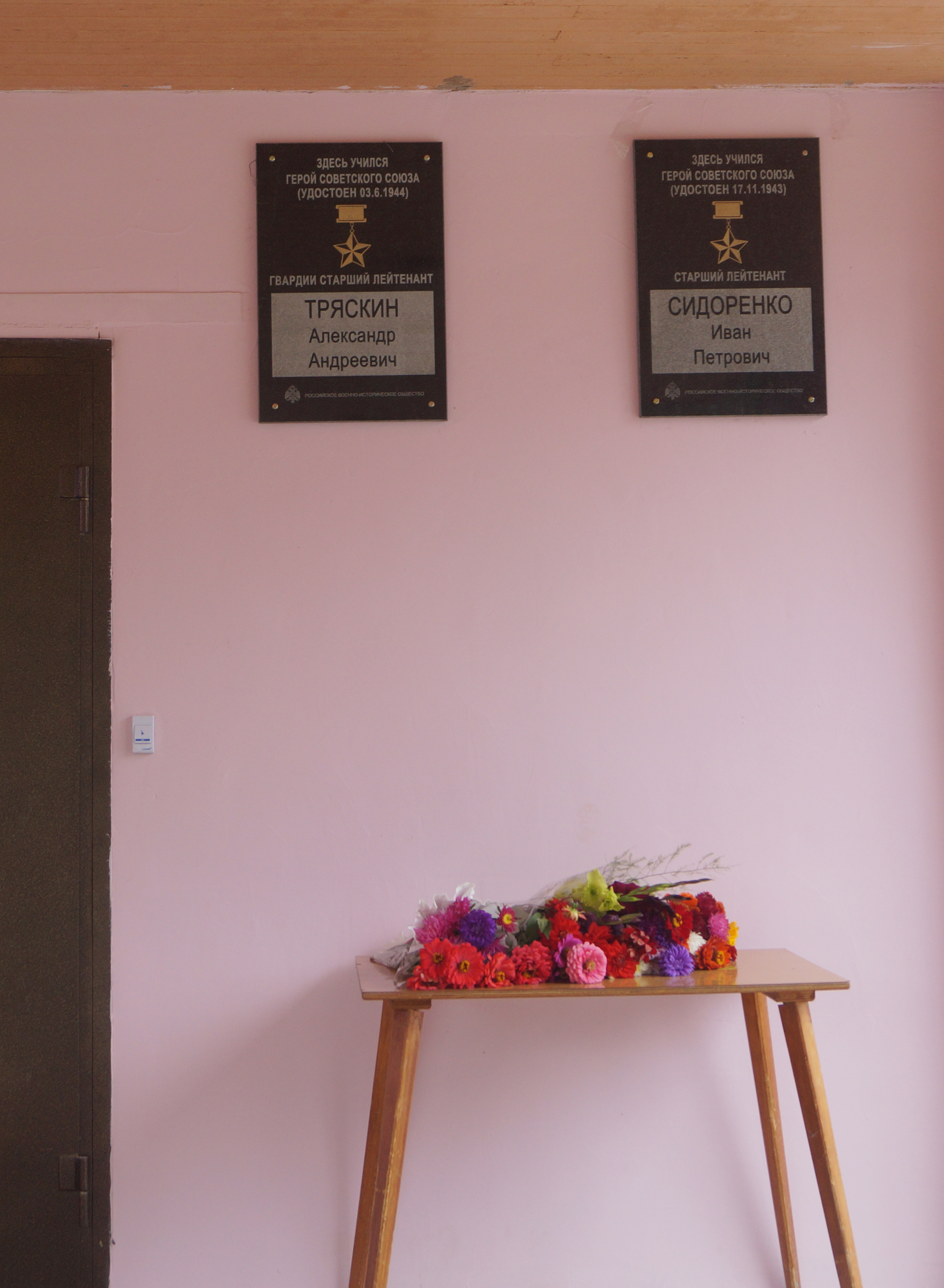
Мемориальная плита на фасаде школы (с. Новослободск)

Иван Петрович Сидоренко (26 июня 1915 — 12 октября 1943) — Герой Советского Союза. Командир батареи 1894-го самоходного артиллерийского полка (7-й гвардейский танковый корпус, 3-я гвардейская танковая армия, Воронежский фронт), старший лейтенант.

## Биография
Родился в деревне Слободка (ныне — Думиничского района Калужской области) в семье крестьянина. Русский. После окончания начальной школы в 1927 году три года работал в селе пастухом, затем — маляром в Москве.
В 1937—1940 годах проходил действительную срочную службу в Красной Армии. Участник освободительного похода в Западную Белоруссию и советско-финской войны. Член ВКП(б) с 1939 года. После окончания службы продолжил работать в Москве.
Повторно призван в 1941 году. Окончил курсы младших лейтенантов. В действующей армии — с 24 ноября 1941 года. Воевал на Северо-Западном и Воронежском фронтах.
Командир огневого взвода 664-го артиллерийского полка лейтенант И. П. Сидоренко в декабре 1942 года, умело корректируя огонь батареи, уничтожил пулемётную точку и подавил миномётную батарею противника. Приказом командира 129-й стрелковой дивизии награждён медалью «За отвагу».
В дальнейшем проходил службу в должности командира батареи самоходных установок СУ-76 1894-го самоходно-артиллерийского полка. 12 октября 1943 года в боях на Букринском плацдарме батарея И. П. Сидоренко поддерживала боевые действия 56-й гвардейской танковой бригады. Продвигаясь вместе с танкистами, самоходчики уничтожали бронетехнику и огневые точки противника. Благодаря их точному огню и тесному взаимодействию с танковыми подразделениями были уничтожены танк «Тигр», штурмовое орудие «Фердинанд», два артиллерийских орудия, два пулемётных расчёта и до 200 человек живой силы противника. Будучи тяжело раненым, И. П. Сидоренко продолжал управлять боем и обеспечил выполнение боевой задачи по овладению селом Великий Букрин. К исходу боя был вторично ранен и от полученных ран скончался.

Указом Президиума Верховного Совета СССР от 17 ноября 1943 года за образцовое выполнение боевых заданий командования на фронте борьбы с немецкими захватчиками, форсирование реки Днепр и проявленные при этом отвагу и геройство старшему лейтенанту Сидоренко Ивану Петровичу присвоено звание Героя Советского Союза посмертно.— 
Убит в бою 12 октября 1943 года. Похоронен в братской могиле в селе Трахтемиров Каневского района Черкасской области (Украина).

## Награды
- Медаль «Золотая Звезда»;
- орден Ленина (17.11.1943);
- медаль «За отвагу» (23.02.1943)[3];
- почётный гражданин Озёрского района.

## Память
Именем Героя названа улица в городе Озёры Московской области.